# (6167) Narmanskij
(6167) Narmanskij – planetoida z pasa głównego asteroid okrążająca Słońce w ciągu 3 lat i 262 dni w średniej odległości 2,4 j.a. Została odkryta 27 sierpnia 1979 roku. Przed nadaniem nazwy planetoida nosiła oznaczenie tymczasowe (6167) 1979 QB10.